# Numa Pompilius
Numa Pompilius (r. 715 – 672 f.Kr.) var den anden legendariske konge af Rom. Han efterfulgte Romulus efter et et-årigt interregnum. Han var af sabinsk oprindelse, og mange af Roms vigtigste religiøse og politiske institutioner tilskrives ham, såsom den romerske kalender, Vestalinderne, Mars-kulten, Jupiter-kulten, Romulus-kulten og embedet som pontifex maximus.